# Hieracium catamarcense
Hieracium catamarcense es una especie de planta con flor del género Hieracium, de la familia Asteraceae, orden Asterales.

## Distribución
Hieracium catamarcense se distribuye por Argentina.

## Taxonomía
Fue descrita científicamente por Sleum. Fue publicada en Bot. Jahrb. Syst. 77: 107 (1956).